# Justus Hendrik Ludovicus d'Aulnis de Bourouill
Le baron Justus Hendrik Ludovicus d'Aulnis de Bourouill (né à Bois-le-Duc le 7 mai 1777 et mort à Oldekerk le 23 avril 1832), est un homme politique néerlandais.

## Biographie
La famille d'Aulnis (nl) est originaire de Saintonge, en France. En 1644, François d'Aulnis est anobli par le roi Louis XIV.
Justus Hendrik Ludovicus d'Aulnis de Bourouill obtient un doctorat en 1802 sur des thèses à Utrecht. Il devient ensuite bourgmestre d'Oldekerk et juge de paix du canton de Leek, membre du Conseil provincial et sous-forestier du Westerkwartier. À l'approche du Royaume des Pays-Bas en 1814, il est membre de l'Assemblée des notables du département de Westereems puis membre extraordinaire des doubles États généraux des Pays-Bas unis (8-19 août 1815) lors de l'adoption de la constitution de 1815.
En 1804, il épouse Catharina Clara von Inn- und Kniphausen (de) (1779-1844), fille de Ferdinand Folef des H.R.Rijksbaron von Innhausen und Kniphausen (1735-1795) et de sa seconde épouse, Anna Maria Graafland (1743-1803). En 1814, il est inclus dans la chevalerie de la province de Groningue, de sorte que lui et ses descendants firent partie de la noblesse hollandaise. En 1823, le titre de baron lui est reconnu, passant à tous ses descendants. Le couple a eu quatre enfants, dont deux bourgmestres.